# Chaperia septispina
Chaperia septispina är en mossdjursart som beskrevs av Florence, Hayward och Gibbons 2007. Chaperia septispina ingår i släktet Chaperia och familjen Chaperiidae. Inga underarter finns listade i Catalogue of Life.